# Brett Emerton
Brett Michael Emerton (nascut el 22 de febrer de 1979) és un exfutbolista australià que jugava de centrecampista.